# Ama (Kadrina)
Ama es un pueblo ubicado en el municipio de Kadrina, en el condado de Lääne-Viru, Estonia.

## Superficie
Posee una superficie de 13,79 kilómetros cuadrados.

## Demografía
Hasta 2021 la población era de 96 habitantes, con una densidad de población de 6,962 habitantes por kilómetro cuadrado.